# Artem Chigvintsev
Artem Vladimirovich Chigvintsev (en ruso: Артём Влади́мирович Чи́гвинцев; Izhevsk, Udmurtia, 12 de junio de 1982) es un bailarín de salón y coreógrafo ruso-estadounidense. Es más conocido por ser uno de los bailarines profesionales de Dancing with the Stars, habiendo participado anteriormente en la versión británica, Strictly Come Dancing. Chigvintsev también formó parte del elenco de Burn the Floor, presentándose tanto en Broadway como en el West End en 2009.

## Primeros años
Chigvintsev nació en Izhevsk, Udmurtia, RSFSR, Unión Soviética. Se mudó a los Estados Unidos en 2003, y comenzó a bailar con la bailarina de salón, Giselle Peacock. Él hizo una audición para aparecer como concursante en la primera temporada de So You Think You Can Dance. Chigvintsev fue eliminado junto con su contendiente Melissa Vella, y regresó como coreógrafo invitado para la segunda temporada.

## Carrera

### Strictly Come Dancing
En septiembre de 2010, Chigvintsev se unió Strictly Come Dancing en la serie 8 como bailarín profesional, siendo emparejado con la actriz Kara Tointon, con quien logró llegar a la final de la serie siendo coronados como los ganadores. Para la serie 9 fue pareja de la actriz, cantante y modelo Holly Valance, llegando hasta la semifinal y quedando en el cuarto puesto.
Para la serie 10 tuvo como pareja a la presentadora de televisión Fern Britton, siendo eliminados en la sexta semana y quedando en el décimo puesto. En la serie 11 fue emparejado con la exactriz de Coronation Street, Natalie Gumede; ellos llegaron a la final y quedaron en el segundo puesto, perdiendo ante la modelo y presentadora Abbey Clancy y Aljaž Skorjanec.
| Temporada | Pareja         | Puesto | Promedio |
| --------- | -------------- | ------ | -------- |
| 8         | Kara Tointon   | 1.º    | 35.69    |
| 9         | Holly Valance  | 4.º    | 32.83    |
| 10        | Fern Britton   | 10.º   | 23.00    |
| 11        | Natalie Gumede | 2.º    | 36.87    |

- Serie 8 con Kara Tointon

| Semana         | Baile / Canción                        | Puntajes de los jueces | Puntajes de los jueces | Puntajes de los jueces | Puntajes de los jueces | Resultado       |
| Semana         | Baile / Canción                        | C. R.                  | L. G.                  | A. D.                  | B. T.                  | Resultado       |
| -------------- | -------------------------------------- | ---------------------- | ---------------------- | ---------------------- | ---------------------- | --------------- |
| 1              | Chachachá / «I Like It»                | 7                      | 8                      | 8                      | 7                      | Sin eliminación |
| 2              | Foxtrot / «From Russia with Love»      | 7                      | 8                      | 9                      | 8                      | Salvados        |
| 3              | Quickstep / «Are You Gonna Be My Girl» | 8                      | 8                      | 8                      | 7                      | Salvados        |
| 4              | Charlestón / «Put a Lid On It»         | 8                      | 8                      | 8                      | 8                      | Salvados        |
| 5              | Pasodoble / «The Phantom of the Opera» | 9                      | 9                      | 10                     | 9                      | Salvados        |
| 6              | Salsa / «Conga»                        | 9                      | 9                      | 9                      | 9                      | Salvados        |
| 7              | Tango argentino / «Los Vino»           | 9                      | 9                      | 10                     | 10                     | Salvados        |
| 8              | American smooth / «Cry Me a River»     | 9                      | 6                      | 10                     | 10                     | Salvados        |
| 9              | Jive / «Runaround Sue»                 | 7                      | 9                      | 9                      | 9                      | Salvados        |
| 10             | Tango / «El Tango de Roxanne»          | 9                      | 9                      | 10                     | 10                     | Salvados        |
| 11 (Semifinal) | Vals vienés / «Stop!»                  | 9                      | 10                     | 10                     | 10                     | Salvados        |
| 11 (Semifinal) | Maratón de Swing / «In the Mood»       | 5 puntos extras        | 5 puntos extras        | 5 puntos extras        | 5 puntos extras        | Salvados        |
| 11 (Semifinal) | Rumba / «Samba Pa Ti»                  | 9                      | 10                     | 10                     | 10                     | Salvados        |
| 12 (Final)     | Rumba / «Samba Pa Ti»                  | 9                      | 10                     | 10                     | 10                     | Salvados        |
| 12 (Final)     | Showdance / «Don't Stop Me Now»        | 9                      | 9                      | 9                      | 9                      | Salvados        |
| 12 (Final)     | Vals / «If You Don't Know Me By Now»   | 9                      | 9                      | 10                     | 10                     | Ganadores       |
| 12 (Final)     | American smooth / «Cry Me a River»     | 10                     | 7                      | 10                     | 10                     | Ganadores       |

- Serie 9 con Holly Valance

| Semana | Baile / Canción                            | Puntajes de los jueces | Puntajes de los jueces | Puntajes de los jueces | Puntajes de los jueces | Resultado       |
| Semana | Baile / Canción                            | C. R.                  | L. G.                  | A. D.                  | B. T.                  | Resultado       |
| --- | ------------------------------------------ | ---------------------- | ---------------------- | ---------------------- | ---------------------- | --------------- |
| 1 | Chachachá / «Who's That Chick?»            | 6                      | 7                      | 8                      | 7                      | Sin eliminación |
| 2 | Salsa / «Mas Que Nada»                     | 7                      | 7                      | 8                      | 8                      | Salvados        |
| 3 | Tango / «Cell Block Tango»                 | 7                      | 8                      | 7                      | 8                      | Salvados        |
| 4 | Vals vienés / «Cry Me Out»                 | 7                      | 7                      | 8                      | 8                      | Salvados        |
| 5 | American smooth / «Swan Lake»              | 8                      | 9                      | 9                      | 9                      | Salvados        |
| 6 | Jive / «Runaway Baby»                      | 8                      | 91                     | 8                      | 9                      | Salvados        |
| 72 | Rumba / «Leave Right Now»                  | 8                      | 8                      | 9                      | 9                      | Salvados        |
| 8 | Quickstep / «Valerie»                      | 7                      | 8                      | 8                      | 8                      | Dos últimos     |
| 9 | Foxtrot / «Mamma Knows Best»               | 8                      | 8                      | 9                      | 9                      | Dos últimos     |
| 9 | Maratón de Swing / «Chattanooga Choo Choo» | 3 puntos extras        | 3 puntos extras        | 3 puntos extras        | 3 puntos extras        | Dos últimos     |
| 10 | Pasodoble / «The Plaza of Execution»       | 9                      | 9                      | 10                     | 10                     | Salvados        |
| 11 (Semifinal) | Tango argentino / «Por una cabeza»         | 9                      | 9                      | 9                      | 9                      | Eliminados      |
| 11 (Semifinal) | Charlestón / «We No Speak Americano»       | 8                      | 8                      | 9                      | 9                      | Eliminados      |
| 1Puntaje dado por la juez invitada Jennifer Grey en lugar de Goodman. 2Debido a una lesión, Brendan Cole reemplazó a Chigvintsev. |                                            |                        |                        |                        |                        |                 |

- Serie 10 con Fern Britton

| Semana | Baile / Canción                                   | Puntajes de los jueces | Puntajes de los jueces | Puntajes de los jueces | Puntajes de los jueces | Resultado       |
| Semana | Baile / Canción                                   | C. R.                  | D. B.                  | L. G.                  | B. T.                  | Resultado       |
| ------ | ------------------------------------------------- | ---------------------- | ---------------------- | ---------------------- | ---------------------- | --------------- |
| 1      | Chachachá / «Signed, Sealed, Delivered I'm Yours» | 4                      | 5                      | 5                      | 5                      | Sin eliminación |
| 2      | Vals vienés / «She's Always a Woman»              | 6                      | 6                      | 6                      | 6                      | Salvados        |
| 3      | Charlestón / «Supercalifragilisticexpialidocious» | 5                      | 6                      | 6                      | 6                      | Salvados        |
| 4      | American smooth / «Killer Queen»                  | 4                      | 5                      | 6                      | 6                      | Salvados        |
| 5      | Pasodoble / «España cañí»                         | 6                      | 6                      | 6                      | 6                      | Salvados        |
| 6      | Salsa / «You'll Be Mine (Party Time)»             | 6                      | 7                      | 7                      | 7                      | Eliminados      |

- Serie 11 con Natalie Gumede

| Semana                                                                                             | Baile / Canción                                        | Puntajes de los jueces | Puntajes de los jueces | Puntajes de los jueces | Puntajes de los jueces | Resultado       |
| Semana                                                                                             | Baile / Canción                                        | C. R.                  | D. B.                  | L. G.                  | B. T.                  | Resultado       |
| -------------------------------------------------------------------------------------------------- | ------------------------------------------------------ | ---------------------- | ---------------------- | ---------------------- | ---------------------- | --------------- |
| 1                                                                                                  | Chachachá / «Rasputin»                                 | 8                      | 8                      | 8                      | 7                      | Sin eliminación |
| 2                                                                                                  | Vals / «If I Ain't Got You»                            | 8                      | 9                      | 8                      | 9                      | Salvados        |
| 3                                                                                                  | Rumba / «Love the Way You Lie (Part II)»               | 9                      | 9                      | 9                      | 9                      | Salvados        |
| 4                                                                                                  | Quickstep / «Yeah!»                                    | 9                      | 9                      | 8                      | 9                      | Salvados        |
| 5                                                                                                  | Samba / «Bamboléo»                                     | 8                      | 9                      | 9                      | 9                      | Salvados        |
| 6                                                                                                  | Vals vienés / «Devil in Me»                            | 9                      | 10                     | 9                      | 10                     | Salvados        |
| 71                                                                                                 | Jive / «Proud Mary»                                    | —                      | —                      | —                      | —                      | Exención        |
| 8                                                                                                  | Charlestón / «Bang Bang»                               | 9                      | 10                     | 10                     | 10                     | Salvados        |
| 9                                                                                                  | Tango / «Where Have You Been»                          | 9                      | 9                      | 9                      | 10                     | Salvados        |
| 10                                                                                                 | American smooth / «And I Am Telling You I'm Not Going» | 9                      | 9                      | 8                      | 10                     | Salvado         |
| 11                                                                                                 | Pasodoble / «El Gato Montés»                           | 9                      | 9                      | 8                      | 9                      | Salvados        |
| 11                                                                                                 | Maratón de Swing / «Do You Love Me»                    | 6 puntos extras        | 6 puntos extras        | 6 puntos extras        | 6 puntos extras        | Salvados        |
| 12 (Semifinal)                                                                                     | Salsa / «Wanna Be Startin' Somethin'»                  | 10                     | 10                     | 10                     | 10                     | Dos últimos     |
| 12 (Semifinal)                                                                                     | Tango argentino / «Montserrat»                         | 9                      | 9                      | 10                     | 10                     | Dos últimos     |
| 13 (Final)                                                                                         | Chachachá / «Rasputin»                                 | 9                      | 10                     | 10                     | 10                     | Salvados        |
| 13 (Final)                                                                                         | Showdance / «Steppin' Out with My Baby»                | 10                     | 10                     | 10                     | 10                     | Salvados        |
| 13 (Final)                                                                                         | American smooth / «And I Am Telling You I'm Not Going» | 10                     | 10                     | 10                     | 10                     | Segundo puesto  |
| 1Debido a que Gumede sufrió un desmayó en el programa en vivo, se le dio a la pareja una exención. |                                                        |                        |                        |                        |                        |                 |

### Dancing with the Stars
En 2014, luego de haber competido en Strictly Come Dancing, Chigvintsev apareció en el elenco de Dancing with the Stars desde la temporada 18 como miembro del cuerpo de baile. Más tarde ese año, se anunció que había sido promovido como bailarín profesional para la temporada 19 del programa donde fue emparejado con la actriz Lea Thompson; ellos fueron eliminados en la novena semana y quedaron en el sexto puesto.
En 2015, Chigvintsev regresó para la temporada 20 donde fue emparejado con la cantante de soul Patti LaBelle; la pareja fue eliminada en la sexta semana y terminaron en el octavo puesto. Luego, el 19 de agosto, fue anunciado como uno de los bailarines de la temporada 21, sin embargo, cuando el elenco completo fue revelado, él no formaba parte de la alineación. Chigvintsev escribió en su cuenta de Instagram que él no estaría compitiendo en la temporada debido a un cambio de última hora, pero que aun bailaría con el resto de profesionales en el programa.
En 2016, él regresó para la temporada 22 teniendo como pareja a la actriz Mischa Barton, con quien fue eliminado en la segunda semana ubicándose en el undécimo puesto. Para la temporada 23, fue emparejado con la actriz de The Brady Bunch y autora Maureen McCormick; ellos fueron eliminados en la séptima semana y terminaron en el octavo puesto.
En 2017, fue emparejado con la ex patinadora olímpica Nancy Kerrigan para la temporada 24 del programa, siendo eliminados en una doble eliminación y quedando en el sexto puesto. Para la temporada 25 tuvo como pareja a la luchadora de la WWE y modelo Nikki Bella; ellos también fueron eliminados de la competencia en una doble eliminación, terminando en el séptimo puesto.
En 2018, fue emparejado con la snowboarder olímpica Jamie Anderson para la temporada 26, siendo eliminados en la primera semana de la temporada en una doble eliminación y quedando en el noveno puesto. Para la temporada 27 fue emparejado con la esquiadora paralímpica Danelle Umstead, siendo la segunda pareja en ser eliminada de la competencia, quedando en el duodécimo puesto. Ese mismo año, Chigvintsev formó parte de la serie derivada Dancing with the Stars: Juniors, donde fue el mentor de la estrella de telerrealidad Alana "Honey Boo Boo" Thompson y el bailarín Tristan Ianiero, quienes quedaron en el octavo puesto.
En 2019, Chigvintsev no participó en la temporada 28 del programa, pero retornó al año siguiente en la temporada 29 en donde tuvo como pareja a la estrella de The Bachelorette, Kaitlyn Bristowe; ellos llegaron hasta la final y lograron ser los ganadores de la temporada, marcando la primera victoria de Chigvintsev. Para la temporada 30 formó pareja con la actriz Melora Hardin, con quien llegó hasta la semifinal de la temporada y finalizando en el sexto puesto.

#### Rendimiento
| Temporada                                        | Pareja            | Puesto | Promedio |
| ------------------------------------------------ | ----------------- | ------ | -------- |
| 19                                               | Lea Thompson      | 6.º    | 25.57*   |
| 20                                               | Patti LaBelle     | 8.º    | 21.43*   |
| 22                                               | Mischa Barton     | 11.º   | 16.33    |
| 23                                               | Maureen McCormick | 8.º    | 22.22*   |
| 24                                               | Nancy Kerrigan    | 6.º    | 24.47*   |
| 25                                               | Nikki Bella       | 7.º    | 22.89    |
| 26                                               | Jamie Anderson    | 9.º    | 19.00    |
| 27                                               | Danelle Umstead   | 12.º   | 18.25    |
| 29                                               | Kaitlyn Bristowe  | 1.º    | 26.38    |
| 30                                               | Melora Hardin     | 6.º    | 25.57*   |
| 31                                               | Heidi D'Amelio    | 8.º    | 24.60*   |
| 32                                               | Charity Lawson    | 4.º    | 26.71    |
| * Promedios ajustados a una escala de 30 puntos. |                   |        |          |

- Temporada 19 con Lea Thompson

| Semana | Baile / Canción                                | Puntajes de los jueces | Puntajes de los jueces | Puntajes de los jueces | Puntajes de los jueces | Resultado       |
| Semana | Baile / Canción                                | C. I.                  | L. G.                  | J. H.                  | B. T.                  | Resultado       |
| --- | ---------------------------------------------- | ---------------------- | ---------------------- | ---------------------- | ---------------------- | --------------- |
| 1 | Foxtrot / «This Will Be (An Everlasting Love)» | 8                      | 8                      | 8                      | 8                      | Salvados        |
| 2 | Jive / «Land of a Thousand Dances»             | 9                      | 8                      | 9                      | 9                      | Salvados        |
| 3 | Chachachá / «The Power of Love»                | 7                      | 81                     | 8                      | 8                      | Salvados        |
| 4 | Contemporáneo / «Dance with My Father»         | 10                     | 92                     | 10                     | 10                     | Salvados        |
| 53 | Broadway / «You Can't Stop the Beat»           | 9                      | 84                     | 8                      | 9                      | Sin eliminación |
| 6 | Salsa / «Sexy People (The Fiat Song)»          | 8                      | 85                     | 8                      | 8                      | Salvados        |
| 7 | Tango argentino / «Necessary Evil»             | 8                      | 8                      | 9                      | 9                      | Salvados        |
| 7 | Freestyle en equipo / «Black Widow»            | 9                      | 9                      | 9                      | 9                      | Salvados        |
| 8 | Jazz / «Somethin' Bad»                         | 8                      | 8                      | 8                      | 8                      | Salvados        |
| 8 | Duelo de Jive / «Rip It Up»                    | Sin puntos extras      | Sin puntos extras      | Sin puntos extras      | Sin puntos extras      | Salvados        |
| 9 | Samba / «Animals»                              | 8                      | 9                      | 8                      | 9                      | Eliminados      |
| 9 | Pasodoble en trío / «Black Betty»              | 9                      | 9                      | 9                      | 9                      | Eliminados      |
| 1Puntaje dado por el juez invitado Kevin Hart en lugar de Goodman. 2Puntaje dado por el público en lugar de Goodman. 3Por los «cambios de pareja», Thompson bailó con Valentin Chmerkovskiy y Chigvinstev con Janel Parrish. 4Puntaje dado por la juez invitada Jessie J en lugar de Goodman. 5Puntaje dado por el juez invitado Pitbull en lugar de Goodman. |                                                |                        |                        |                        |                        |                 |

- Temporada 20 con Patti LaBelle

| Semana | Baile / Canción                    | Puntajes de los jueces | Puntajes de los jueces | Puntajes de los jueces | Puntajes de los jueces | Resultado       |
| Semana | Baile / Canción                    | C. I.                  | L. G.                  | J. H.                  | B. T.                  | Resultado       |
| ------ | ---------------------------------- | ---------------------- | ---------------------- | ---------------------- | ---------------------- | --------------- |
| 1      | Foxtrot / «Lady Marmalade»         | 7                      | 6                      | 6                      | 6                      | Sin eliminación |
| 2      | Salsa / «In da Club»               | 7                      | 7                      | 7                      | 7                      | Salvados        |
| 3      | Chachachá / «Oye 2014»             | 6                      | 5                      | 5                      | 6                      | Salvados        |
| 4      | Jazz / «Dan Swit Me»               | 8                      | 7                      | 7                      | 8                      | Salvados        |
| 5      | Vals / «When You Wish Upon a Star» | 7                      | 6                      | 7                      | 7                      | Salvados        |
| 6      | Quickstep / «Heat Wave»            | 8                      | 7                      | 7                      | 7                      | Eliminados      |
| 6      | Freestyle en equipo / «Trouble»    | 10                     | 9                      | 10                     | 10                     | Eliminados      |

- Temporada 22 con Mischa Barton

| Semana | Baile / Canción               | Puntajes de los jueces | Puntajes de los jueces | Puntajes de los jueces | Resultado       |
| Semana | Baile / Canción               | C. I.                  | L. G.                  | B. T.                  | Resultado       |
| ------ | ----------------------------- | ---------------------- | ---------------------- | ---------------------- | --------------- |
| 1      | Tango / «In the Night»        | 5                      | 5                      | 6                      | Sin eliminación |
| 2      | Chachachá / «Pata Pata»       | 5                      | 5                      | 5                      | Tres últimos    |
| 3      | Samba / «Party in the U.S.A.» | 6                      | 6                      | 6                      | Eliminados      |

- Temporada 23 con Maureen McCormick

| Semana                                                          | Baile / Canción                                         | Puntajes de los jueces | Puntajes de los jueces | Puntajes de los jueces | Puntajes de los jueces | Resultado       |
| Semana                                                          | Baile / Canción                                         | C. I.                  | L. G.                  | J. H.                  | B. T.                  | Resultado       |
| --------------------------------------------------------------- | ------------------------------------------------------- | ---------------------- | ---------------------- | ---------------------- | ---------------------- | --------------- |
| 1                                                               | Vals vienés / «(You Make Me Feel Like) A Natural Woman» | 6                      | 5                      | 5                      | 6                      | Sin eliminación |
| 2                                                               | Quickstep / «The Brady Bunch»                           | 7                      | 6                      | 6                      | 7                      | Salvados        |
| 3                                                               | Salsa / «Tres Deseos»                                   | 7                      | 7                      | 7                      | 7                      | Salvados        |
| 4                                                               | Tango argentino / «High Bar»                            | 8                      | —                      | 8                      | 8                      | Salvados        |
| 5                                                               | Foxtrot / «From the Ground Up»                          | 8                      | —                      | 8                      | 8                      | Sin eliminación |
| 6                                                               | Samba / «Mas Que Nada»                                  | 8                      | 71                     | 8                      | 8                      | Salvados        |
| 7                                                               | Tango / «You Give Love a Bad Name»                      | 7                      | 7                      | 7                      | 7                      | Eliminados      |
| 7                                                               | Freestyle en equipo / «The Skye Boat Song»              | 10                     | 9                      | 9                      | 10                     | Eliminados      |
| 1Puntaje dado por el juez invitado Pitbull en lugar de Goodman. |                                                         |                        |                        |                        |                        |                 |

- Temporada 24 con Nancy Kerrigan

| Semana | Baile / Canción                                                   | Puntajes de los jueces | Puntajes de los jueces | Puntajes de los jueces | Puntajes de los jueces | Resultado        |
| Semana | Baile / Canción                                                   | C. I.                  | L. G.                  | J. H.                  | B. T.                  | Resultado        |
| --- | ----------------------------------------------------------------- | ---------------------- | ---------------------- | ---------------------- | ---------------------- | ---------------- |
| 1 | Vals vienés / «She's Always a Woman»                              | 7                      | 7                      | 7                      | 7                      | Sin eliminación  |
| 2 | Chachachá / «No Rights No Wrongs»                                 | 7                      | 7                      | 7                      | 7                      | Salvados         |
| 3 | Samba / «Shake Your Bon-Bon»                                      | 8                      | 9                      | 8                      | 8                      | Salvados         |
| 4 | Foxtrot / «My Wish»                                               | 8                      | 9                      | 8                      | 8                      | Salvados         |
| 5 | Jazz / «That's How You Know»                                      | 9                      | 9                      | 9                      | 9                      | Salvados         |
| 6 | Pasodoble / «Free Your Mind»                                      | 9                      | 8                      | 81                     | 8                      | Últimos salvados |
| 6 | Freestyle en equipo / «My Boyfriend's Back», «No Scrubs» & «BO$$» | 8                      | 8                      | 91                     | 9                      | Últimos salvados |
| 7 | Tango / «Oh, Pretty Woman»                                        | 9                      | 9                      | 92                     | 9                      | Eliminados       |
| 7 | Duelo de Chachachá / «Crave»                                      | Sin puntos extras      | Sin puntos extras      | Sin puntos extras      | Sin puntos extras      | Eliminados       |
| 1Puntaje dado por el juez invitado Nick Carter en lugar de Hough. 2Puntaje dado por la juez invitada Mandy Moore en lugar de Hough. |                                                                   |                        |                        |                        |                        |                  |

- Temporada 25 con Nikki Bella

| Semana                                           | Baile / Canción                      | Puntajes de los jueces | Puntajes de los jueces | Puntajes de los jueces | Resultado       |
| Semana                                           | Baile / Canción                      | C. I.                  | L. G.                  | B. T.                  | Resultado       |
| ------------------------------------------------ | ------------------------------------ | ---------------------- | ---------------------- | ---------------------- | --------------- |
| 1                                                | Tango / «So What»                    | 7                      | 7                      | 6                      | Sin eliminación |
| 2                                                | Vals / «Come Away with Me»           | 7                      | 7                      | 7                      | Salvados        |
| 2                                                | Samba / «Despacito»                  | 6                      | 6                      | 6                      | Salvados        |
| 3                                                | Vals vienés / «Love on the Brain»    | 7                      | 7                      | 7                      | Sin eliminación |
| 4                                                | Contemporáneo / «Fight Song»         | 8                      | 8                      | 8                      | Salvados        |
| 5                                                | Jazz / «Remember Me»                 | 9                      | 9                      | 9                      | Salvados        |
| 6                                                | Tango argentino / «Dernière danse»   | 9                      | 9/91                   | 9                      | Salvados        |
| 7                                                | Jive / «I Put a Spell on You»        | 8                      | 8                      | 8                      | Eliminados      |
| 7                                                | Freestyle en equipo / «Monster Mash» | 8                      | 8                      | 8                      | Eliminados      |
| 1Puntaje dado por la juez invitada Shania Twain. |                                      |                        |                        |                        |                 |

- Temporada 26 con Jamie Anderson

| Semana | Baile / Canción              | Puntajes de los jueces | Puntajes de los jueces | Puntajes de los jueces | Resultado  |
| Semana | Baile / Canción              | C. I.                  | L. G.                  | B. T.                  | Resultado  |
| ------ | ---------------------------- | ---------------------- | ---------------------- | ---------------------- | ---------- |
| 1      | Vals vienés / «Feeling Good» | 6                      | 7                      | 6                      | Eliminados |

- Temporada 27 con Danelle Umstead

| Semana | Baile / Canción                   | Puntajes de los jueces | Puntajes de los jueces | Puntajes de los jueces | Resultado     |
| Semana | Baile / Canción                   | C. I.                  | L. G.                  | B. T.                  | Resultado     |
| ------ | --------------------------------- | ---------------------- | ---------------------- | ---------------------- | ------------- |
| 1      | Foxtrot / «Rise Up»               | 6                      | 6                      | 6                      | Cinco últimos |
| 1      | Foxtrot / «Strong Ones»           | 6                      | 6                      | 6                      | Salvados      |
| 2      | Chachachá / «Welcome to New York» | 6                      | 6                      | 6                      | Eliminados    |
| 2      | Quickstep / «Luck Be a Lady»      | 7                      | 6                      | 6                      | Eliminados    |

- Temporada 29 con Kaitlyn Bristowe

| Semana         | Baile / Canción                       | Puntajes de los jueces | Puntajes de los jueces | Puntajes de los jueces | Resultado       |
| Semana         | Baile / Canción                       | C. I.                  | D. H.                  | B. T.                  | Resultado       |
| -------------- | ------------------------------------- | ---------------------- | ---------------------- | ---------------------- | --------------- |
| 1              | Chachachá / «Stupid Love»             | 6                      | 7                      | 7                      | Sin eliminación |
| 2              | Foxtrot / «I Hope You Dance»          | 7                      | 8                      | 7                      | Salvados        |
| 3              | Rumba / «How Far I'll Go»             | 8                      | 7                      | 8                      | Salvados        |
| 4              | Vals vienés / «Beautiful Crazy»       | 9                      | 8                      | 8                      | Salvados        |
| 5              | Tango / «I Think We're Alone Now»     | 9                      | 9                      | 9                      | Salvados        |
| 6              | Samba / «Sorry»                       | 9                      | 9                      | 9                      | Salvados        |
| 7              | Pasodoble / «Disturbia»               | 7                      | 9                      | 8                      | Salvados        |
| 8              | Jive / «Don't Stop Me Now»            | 8                      | 9                      | 8                      | Salvados        |
| 8              | Relevo de Samba / «Levitating»        | 3 puntos extras        | 3 puntos extras        | 3 puntos extras        | Salvados        |
| 9              | Tango argentino / «Toxic»             | 10                     | 10                     | 10                     | Salvados        |
| 9              | Duelo de Chachachá / «Telephone»      | Sin puntos extras      | Sin puntos extras      | Sin puntos extras      | Salvados        |
| 10 (Semifinal) | Pasodoble / «Hanuman»                 | 10                     | 10                     | 10                     | Salvados        |
| 10 (Semifinal) | Contemporáneo / «Cowboy Take Me Away» | 10                     | 10                     | 10                     | Salvados        |
| 11 (Final)     | Tango argentino / «Toxic»             | 10                     | 10                     | 10                     | Ganadores       |
| 11 (Final)     | Freestyle / «Sparkling Diamonds»      | 10                     | 10                     | 10                     | Ganadores       |

- Temporada 30 con Melora Hardin

| Semana        | Baile / Canción                                      | Puntajes de los jueces | Puntajes de los jueces | Puntajes de los jueces | Puntajes de los jueces | Resultado       |
| Semana        | Baile / Canción                                      | C. I.                  | L. G.                  | D. H.                  | B. T.                  | Resultado       |
| ------------- | ---------------------------------------------------- | ---------------------- | ---------------------- | ---------------------- | ---------------------- | --------------- |
| 1             | Tango / «Simply Irresistible»                        | 7                      | 6                      | 7                      | 6                      | Sin eliminación |
| 2             | Rumba / «All by Myself»                              | 7                      | 6                      | 7                      | 7                      | Salvados        |
| 3             | Chachachá / «(You Drive Me) Crazy (The Stop! Remix)» | 8                      | 7                      | —                      | 8                      | Salvados        |
| 4             | Quickstep / «I Wan'na Be Like You»                   | 9                      | 9                      | 9                      | 9                      | Salvados        |
| 4             | Jazz / «Mother Knows Best»                           | 9                      | 10                     | 9                      | 9                      | Salvados        |
| 5             | Vals vienés / «Look at Me, I'm Sandra Dee»           | 9                      | 9                      | 9                      | 9                      | Salvados        |
| 6             | Jive / «Hound Dog»                                   | 8                      | 9                      | 8                      | 9                      | Salvados        |
| 7             | Foxtrot / «Killer Queen»                             | 9                      | 9                      | 9                      | 9                      | Salvados        |
| 7             | Relevo de Vals vienés / «We Are the Champions»       | 2 puntos extras        | 2 puntos extras        | 2 puntos extras        | 2 puntos extras        | Salvados        |
| 8             | Pasodoble / «If»                                     | 10                     | 10                     | 10                     | 10                     | Tres últimos    |
| 8             | Duelo de Foxtrot / «Again»                           | 2 puntos extras        | 2 puntos extras        | 2 puntos extras        | 2 puntos extras        | Tres últimos    |
| 9 (Semifinal) | Rumba / «I Don't Want to Wait»                       | 8                      | 10                     | 9                      | 9                      | Eliminados      |
| 9 (Semifinal) | Contemporáneo / «Thunder»                            | 9                      | 9                      | 9                      | 9                      | Eliminados      |

### So You Think You Can Dance
En 2011, Chigvintsev fue un coreógrafo en So You Think You Can Dance. El coreografió un vals vienés con «She's Always a Woman» de Billy Joel para Katie Love y Luke Jackson. El coreografió un chachachá con «Judas» de Lady Gaga para Bethany Rose Harrison & Lee Bridgman. Para la final, el coreografió un tango con «I've Seen That Face Before (Libertango)» de Grace Jones para Katie Love y Luke Jackson.

### Otros trabajos
En 2009 apareció en el vídeo musical de «Hush Hush; Hush Hush» de The Pussycat Dolls, bailando con Nicole Scherzinger.
En 2011, Chigvintsev actuó como coreógrafo principal en la pantomima de Navidad de CBeebies, Cenicienta.
Chigvintsev también ha aparecido en un episodio del programa de televisión The O.C. y en la película I Now Pronounce You Chuck and Larry.

## Vida personal
Chigvintsev estuvo casado con su pareja de baile, Giselle Peacock, de 2004 a 2005. Se convirtió en ciudadano norteamericano naturalizado el 17 de noviembre de 2014. También salió con la juez de Dancing with the Stars, Carrie Ann Inaba, antes de unirse al programa en 2014. Tuvo una relación con su pareja de Strictly, Kara Tointon, de 2011 a 2013, y salió con la estrella de Chicago Med, Torrey DeVitto, de 2016 a 2017.
En 2019, empezó una relación con la exluchadora de la WWE, Nikki Bella, quien fue su pareja de baile en Dancing with the Stars. El 3 de enero de 2020, anunciaron su compromiso, y el 29 de ese mismo mes, revelaron que esperaban a su primer hijo, solo una semana y media después de que la hermana gemela de Nikki, Brie, anunciara que esperaba su segundo hijo. Bella dio a luz a Matteo Artemovich Chigvintsev el 31 de julio de 2020. La pareja se casó el 26 de agosto de 2022.
Artem fue arrestado por violencia doméstica en 2024.